# Милан Чуда
Милан Чуда (чеш. Milan Čuda; Праг, 22. септембар 1939) био је чехословачки одбојкаш, репрезентативац Чехословачке, учесник Олимпијских игара 1964. у Токију.
На Летњим олимпијским играма 1964. са репрезентацијом освојио је сребрну медаљу на одбојкашком турниру, где је одиграо две утакмице, против репрезентације Бразила 3:0, и Холандије 3:1.